# El Oued
El Oued (eller Oued Souf, الواد på arabiska, betyder "floden") är den administrativa huvudorten i provinsen El Oued i Algeriet. Folkmängden uppgick till cirka 135 000 invånare vid folkräkningen 2008. Oasstaden bevattnas av en underjordisk flod, därav dess namn. Detta gör det möjligt att odla dadelpalm och den ovanliga (för ökenområden) användningen av tegelsten till byggnader. Då de flesta tak har kupoler är staden känd som "De tusen kupolernas stad".
El Oued ligger cirka 640 km sydost om Alger (Algeriets huvudstad), nära gränsen till Tunisien. Den ligger omkring 20 km söder om Guemars flygplats.